# Волтер Айзард
Волтер Айзард (англ. Walter Isard, 19 квітня 1919, Філадельфія — 6 листопада 2010, Філадельфія) — американський науковець, економіст, географ, найважливіший представник школи просторового аналізу в географії, засновник так званої регіональної науки.

## Біографія
Народився Волтер Айзард 19 квітня 1919 року у Філадельфії в родині квакерів — емігрантів з Німеччини. Він закінчив у 1939 році Темпльський університет з відзнакою у віці 20 років. Потім закінчив аспірантуру з економіки в Гарвадському університеті, де серйозно захопився теорією розміщення виробництва. У 1941 році вступив до Чиказького університету, не закінчивши Гарвард. В університеті він навчається під керівництвом Френка Найта, Оскара Ланге та Джейкоба Вінера.
У 1942 році Айзард отримує посаду в Національній раді ресурсів планування у Вашингтоні та захищає дисертацію, яка була присвячена виробничим циклам і розвитку транспорту. Замість військової служби стає санітаром у державній психіатричній лікарні через свої пацифістські погляди.
У 1945 році В. Айзард отримав посаду викладача у Гарварді, а також написав кілька статей про розміщення металургійної промисловості США. В університеті Волтер познайомився з Василем Леонтьєвим, який допоміг пристосувати свою ідею щодо моделі «витрати-випуск» до місцевої економіки.
Працює в Массачусетському технологічному інституті з 1953 по 1959 рік, де викладає в департаменті міського та регіонального планування. Саме в цей період назва «регіональна наука» була прийнята як міждисциплінарна тема, що стосується просторових питань суспільства та економіки. У 1954 році була створено Регіональне наукове товариство, першим президентом якого був Айзард, а потім — його почесний голова. Покидає Массачусетський технологічний інститут у 1956 році заради Пенсільванського університету, де заснував кафедру регіональної науки. Він намагався швидко працювати і встиг написати три важливі книги протягом чотирьох наступних років: «Розташування та космічна економіка»(1956); «Аналіз промислового комплексу та регіонального розвитку»(1959); та «Методи регіонального аналізу»(1960).
Волтер допоміг створити у 1956 році Регіональний науково-дослідний інститут в Пенні, а в 1958 році — журнал нової галузі, Журнал регіональної науки. Відвідав дуже багато дослідницьких центрів Європи, де організував секції Регіональної наукової асоціації. У 1960 році працював над поширенням регіональної науки в Європі, і в 1962 році він допомагав створити регіональні наукові асоціації для Латинської Америки та Східної Азії. Перший Європейський конгрес відбувся в 1961 році.
З метою створення Товариства досліджень миру Айзард зібрав групу вчених у шведському Мальме в 1963 році. Наука про мир розглядалась як міждисциплінарна та міжнародна спроба розробити особливий набір концепцій, методів та даних. У 1973 році ця група стала Науковим товариством миру. У 1977 році пішов з посади голови відділу регіональної науки в Пенсільванії і перейшов до Корнельського університету у 1979 році. У 1985 році Айзард був обраний членом Національної академії наук США.
Перша книга «Місце і простір — економіка» (1956) була написана через враження щодо регіональних і міських явищ. Друга книга Айзарда — це «Методи регіонального аналізу; Вступ до регіональної науки» (1960), яка була опублікована як «Методи міжрегіонального та регіонального аналізу» (1998). На цьому інтереси його не закінчились і він написав третю велику книгу «Загальна теорія: соціальна, політична, економічна та регіональна, з особливим посиланням на аналіз прийняття рішень» (1969). У цій книзі описано теорію загальної рівноваги для системи регіонів. Пізніше у 1970-х роках Айзард починає працювати у напрямку конфліктології і так званої «географії світу».

## Список основних праць
- «Атомна сила, економічний та соціальний аналіз; Дослідження промислового розташування та регіонального економічного е Use and Environmental Planning») 1972 р.
- «Розташування та космічна економіка; Загальна теорія, що стосується промислового розташування, ринкових зон, використання землі, торгівлі та міської структури» («Location and Space-economy; a General Theory Relating to Industrial Location, Market Areas, Land Use, Trade, and Urban Structure») 1956 р.
- «Муніципальні витрати та доходи, що випливають із зростання громади» («Municipal Costs and Revenues Resulting from Community Growth») 1957 р.
- «Аналіз промислового комплексу та регіональний розвиток; Дослідження нафтопереробних комплексів та комплексів синтетичного волокна та Пуерто-Рико» («Industrial Complex Analysis and Regional Development; a Case Study of Refinery-petrochemical-synthetic-fiber Complexes and Puerto Rico») 1959 р.
- «Методи регіонального аналізу; Вступ до регіональної науки» («Methods of Regional Analysis; an Introduction to Regional Science») 1960 р.
- «Загальна теорія: соціальна, політична, економічна та регіональна, з особливим посиланням на аналіз прийняття рішень» («General Theory: Social, Political, Economic, and Regional, with Particular Reference to Decision-making Analysis») 1969 р.
- «Регіональне вхідно-вихідне дослідження: спогади, роздуми та різноманітні нотатки про досвід Філадельфії» («Regional Input-output Study: Recollections, Reflections, and Diverse Notes on the Philadelphia Experience») 1971 р.
- «Вступ до регіональної науки» («Introduction to Regional Science») 1975 р.
- « Еколого-економічний аналіз регіонального розвитку; Деякі початкові дослідження з особливим посиланням на використання рекреаційних ресурсів та екологічне планування» («Ecologic-economic Analysis for Regional Development; Some Initial Explorations with Particular Reference to Recreational Resource Use and Environmental Planning») 1972 р.